# Nizianki
Nizianki (biał. Нізянкі; ros. Низянки; hist. Niziany; biał. Нізяны; ros. Низяны) – wieś na Białorusi, w obwodzie grodzieńskim, w rejonie wołkowyskim, w sielsowiecie Izabelin.
W dwudziestoleciu międzywojennym leżały w Polsce, w województwie białostockim, w powiecie wołkowyskim, w gminie Izabelin.